# Irineu Marinho
Irineu Marinho Coelho de Barros (* 19. Juni 1876 in Niterói; † 21. August 1925 in Rio de Janeiro) war ein brasilianischer Journalist. Er war Pionier des Journalismus und Verleger im Brasilien des frühen 20. Jahrhunderts. Er gründete am 18. Juli 1911 die Abendzeitung A Noite und am 29. Juli 1925 die Zeitung O Globo, das Flaggschiff der heutigen Grupo Globo.

## Leben

### Familie und Herkunft
Sein Vater João Marinho Coelho Barros stammte aus Celorico de Basto, einem kleinen Dorf im Distrikt Braga in Portugal. Mit 13 Jahren wanderte er nach Brasilien aus und ließ sich in der Stadt Resende im Bundesstaat Rio de Janeiro nieder. Dort lebte bereits ein Onkel von ihm; er heiratete Edwiges Souza Barros, eine Cousine zweiten Grades.
Irineus Vater arbeitete schon früh als Buchhalter und Wirtschaftsprüfer, damals eine Art Vermögensverwalter. Im Jahr 1958 wurde er brasilianischer Staatsbürger und konnte dadurch einige öffentliche Ämter einnehmen was ihm gesellschaftliches Prestige einbrachte. Unter anderen Auszeichnungen arbeitete er als Verwalter des Santa Casa de Misericórdia de Resende und erhielt den Rang eines Kavaliers der Freimaurerei. Nach finanziellen Rückschlägen zog er jedoch nach Niterói. Dort wurde sein Sohn Irineu Marinho am 19. Juli 1876 als jüngstes Kind der Familie geboren.

### Karriere
Schon während der Schulzeit ist Irineu, der aus wohlsituierten Verhältnissen stammt, als Journalist, Publizist und Herausgeber aktiv. So gründete er bereits 1891 die beiden Schulzeitschriften A Pena und O Ensaio und arbeitete regelmäßig als Autor für die Zeitschrift O Fluminense. Beim Diário de Notícias lernte er das Zeitungsgeschäft von der Pike auf, als er in der Rezension arbeitete. Im Jahr 1893 kam er, auf Anregung seines Freundes Antonio Leal da Costa, mit 17 Jahren als Korrektor zur Gazeta de Notícias. Irineu Marinho hatte zuvor einen Wettbewerb gewonnen hatte und wurde für den Job ausgewählt. Das Blatt war damals eine der wichtigsten Morgenzeitungen der damaligen brasilianischen Bundeshauptstadt. Neben der Arbeit als Korrektor, schrieb er Berichte über die ersten Ereignisse des bewaffneten Aufstandes der Revolta da Armada, Teil der Revolução Federalista.
Im folgenden Jahr nahm er eine Einladung an bei der Zeitung A Notícia zu arbeiten. Herausgeber war Manoel de Oliveira Rocha. Bekannt als "Rochinha" war der Journalist einer der großen Meister und Vorbilder des noch jungen Journalisten. Obwohl dort wieder als Korrektor tätig, war es sein unbedingter Wille Reporter zu werden. So verließ er A Noticia und wechselte zur A Tribuna, wo seine Freunde Antonio Leal da Costa und Eurycles de Mattos, zukünftiger Manager und O-Globo-Redaktionsleiter, bereits beschäftigt waren. Bei der A Tribuna begann er seine Karriere als Polizeireporter und Rezensent.
Im Jahr 1911 startete er mit seinen Freunden sein eigenes Projekt mit der ersten Abendzeitung Rios, der A Noite, und wird Teilhaber. Während einer Europareise wurde er von seinem Gegner und Mitinhaber Geraldo Rocha als Minderheitsaktionär der Zeitung durch einen Finanztrick entmachtet. 1925 gründete Irineu daraufhin seine eigene Zeitung, O Globo, dessen erste Ausgabe am 29. Juli mit einer Auflage von zunächst knapp 33.500 Exemplaren erschien. Damit legte er den Grundstein für das heutige Globo-Imperium. Nur drei Wochen nach der Gründung der Zeitung erlitt Irineu einen tödlichen Herzinfarkt. Bis sein ältester Sohn Roberto in seine Fußstapfen treten konnte, übernahm auf Anraten der Mutter Francisca der Journalist Euricles de Matos den Posten des Chefredakteurs.